# 南亞路德會
南亞路德會(South Asian Lutheran Evangelical Mission, SALEM)是香港一間屬基督新教的認信路德宗教會，一九七七年由美國母會威斯康辛州路德會(WELS)差派宣教士來港成立。

## 名稱
一九七七年，美國威斯康辛州路德會重組香港的宣教工作，重新成立一個本地教會組織，命名為南亞路德會（South Asian Lutheran Evangelical Mission，簡稱SALEM），由施維德牧師出任主席。「南亞路德會」原稱「東南亞路德會」（East South Asian Evangelical Lutheran Mission, ESAELM），後來把「東」字拿走，只剩下「南亞」，然後再將Evangelical Lutheran 改為Lutheran Evangelical。改變後，英文稱為South Asian Lutheran Evangelical Mission，簡稱為SALEM，而SALEM這也是希伯來文「平安」的英文寫法。

## 組織

### 總會
南亞路德會的最高決策權屬於董事會，負責發展和推動本會福音聖工、神學教育和社會服務事工。

### 堂會
現時教會屬下設有十間堂會，包括：
- 南亞路德會靈恩堂
- 南亞路德會深恩堂
- 南亞路德會以勒堂
- 南亞路德會沐恩堂
- 南亞路德會沐愛堂
- 南亞路德會元朗堂
- 南亞路德會三聖堂
- 南亞路德會友愛堂
- 南亞路德會永基堂
- 南亞路德會筲箕灣堂

### 神學教育
- 南亞路德會聖經學院
- 南亞路德會神學院

### 社會服務單位
- 南亞路德會沐恩中學
- 南亞路德會家庭網社會服務中心
- 南亞路德會荔景閱讀中心
- 南亞路德會三聖閱讀中心
- 南亞路德會朗屏閱讀中心
- 南亞路德會友愛閱讀中心

## 教義

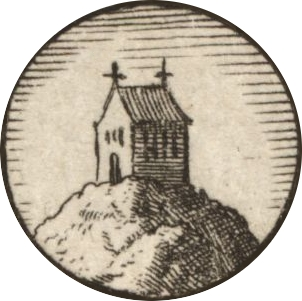
「一聖基督教會必永遠長存。教會是一切聖徒的結合，在其中，福音得以純正地宣講，聖禮得以正確地施行。」—奧斯堡信條

南亞路德會為一「認信路德宗」(Confessional Lutheran)教會，「認信」是指教會宣認1580年《協同書》所包含的三大大公信經《使徒信經》、《尼西亞信經》和《阿他拿修信經》，並多份路德宗認信文獻，包括《奧斯堡信條》、《奧斯堡信條辯護論》、《施馬加登信條》、《論教皇權與首位》、《馬丁路德博士大問答》、《馬丁路德博士小問答》及《協同式》。除繼承普世教會歷史上許多傳統教義，如「三位一體」、《聖經》作為上帝的啟示、「原罪」與「最後審判」等等外，南亞路德會更強調「因信稱義」、「信徒皆祭司」， 以聖經作為最高權威，

### 因信稱義
教會根據聖經認為，上帝創世之先，世界是完美和聖潔的。然而，當亞當及夏娃不服從上帝的命令，屈服於撒旦引誘之後，他們便失去了原有聖潔的形象。教會認為上帝的審判臨到他們：「你們必定死」（創世紀2:17）。路德宗神學指出，由於亞當及夏娃的原罪，從由那時起，所有的人都在罪孽受孕、出生（詩篇51:5），心裡只有惡念（創世紀8:21），「從肉身生的，就是肉身」（約翰福音3:6）。由於所有人均死在罪中與上帝隔絕（以弗所書2:1），他們不能藉自己的努力及行為與上帝和好。教會相信耶穌基督是父上帝差來，為要把人類從罪惡與懲罰中買贖回來。根據聖經，上帝的兒子耶穌承擔「我們眾人的罪孽」（以賽亞書53:6），在十字架上把自己獻上作贖罪的祭，成為眾人的贖價（馬太福音20:28），因人類的罪的緣故而死，替代罪人死亡（哥林多後書5:21）。教會堅信耶穌復活，完全肯定了上帝已接納基督為代罪羔羊的確據（羅馬書4:25）。教會亦相信上帝已把所有罪人稱為義（普世稱義），宣告所有罪人因着基督的緣故稱義，「因（耶穌）一次的義行，眾人也就被稱義得生命了」（羅馬書5:18）。路德宗認同這是聖經的核心信息，正是教會存在的意義。南亞路德會相信每個人藉着上帝所賜的信心領受這份禮物，而非藉着人的好行為（以弗所書2:8,9）。路德信仰中所指稱義的「信」就是信賴基督及祂救贖的偉大工作，這「信心」緊守上帝在基督裏預備的救贖（羅馬書3:28;4:5）。路德宗堅信，雖然基督為所有人死，不以信心接受上帝赦罪的人將失去基督為他們贏取的贖罪（約翰福音8:24），「不信的，必被定罪」（馬可福音16:16）。
南亞路德會所接受的《施馬加登信條》，當中清楚解釋「稱義」的概念，指出「因信稱義」是基督教信仰的核心：
這是第一條，亦是最重要的條款：耶穌基督是我們的上帝和主，他受死，是為我們的過犯；他復活，是為叫我們稱義（羅馬書4：25）。唯獨祂是上帝除去世人罪孽的羔羊（約翰福音1：29），上帝使我們眾人的罪孽都歸在祂身上（以賽亞書53：6）。世人都犯了罪，卻蒙上帝的恩典，因基督的買贖，憑著耶穌的血，就白白地稱義（羅馬書5：23-25）。由於人必須相信這事，而不能以任何行為、律法或功勞獲得它，所以唯獨此信稱人為義，這是明確的真理…… 即使天、地及今世的事物都要毀滅，在此條款上都不會有甚麼退讓、妥協，更不會認同任何與此相違背的教導。

### 五個唯獨
南亞路德會認同「五個唯獨」：
- 唯獨恩典(Sola Gratia)：人的靈魂得拯救唯獨是神的恩典，是上帝送給人的禮物。
- 唯獨信心(Sola Fide)：人唯獨藉信心接受神的赦罪[[[Wikipedia:格式手册/链接#章節|錨點失效]]]、拯救。
- 唯獨基督(Solus Christus)：作為人類的代罪羔羊，耶穌基督是人與上帝之間唯一的調解者（「中保」）。
- 唯獨聖經(Sola Scriptura)：唯有聖經是信仰的終極權威。
- 唯獨上帝的榮耀(Soli Deo Gloria)：唯獨上帝配得讚美、榮耀。

#### 唯獨信心
南亞路德會認為，聖經已表明人得救的唯一途徑是相信主耶穌基督為救主。  「唯獨信心」也可稱為「因信稱義」，是整個信仰的核心思想。該會相信，上帝因著耶穌已替人類受罰而免去人的罪，而人是單單以上帝所賜的信心，去接受這個赦罪。一個人得拯救，完全是出於上帝的恩典，而不是出於人的善功、行為，這有別於東正教與天主教教義，即認為人除信心外亦必須加上善功才能得救。
在《新約聖經》中，保羅強調：
你們得救是靠著恩典，藉著信心。這不是出於自己，而是 神所賜的；這也不是出於行為，免得有人自誇。
 — 《以弗所書》第2章第8-9节
因為世人都犯了罪，虧缺了神的榮耀；如今卻蒙神的恩典，因基督耶穌的救贖，就白白的稱義。神設立耶穌作挽回祭，是憑著耶穌的血，藉著人的信，要顯明神的義；因為他用忍耐的心寬容人先時所犯的罪，好在今時顯明他的義，使人知道他自己為義，也稱信耶穌的人為義。既是這樣，哪裡能誇口呢？沒有可誇的了。用何法沒有的呢？是用立功之法嗎？不是，乃用信主之法。
 — 《羅馬書》第3章第23-27节
做工的得工價，不算恩典，乃是該得的。唯有不做工的，只信稱罪人為義的神，他的信就算為義。
 — 《羅馬書》第4章第4-5节
另一方面，教會亦認為，雖然耶穌基督為所有人死，不信者將失去耶穌基督為他們贏取的赦罪。
不信的人，罪已經定了，因為他不信神獨生子的名。
 — 《約翰福音》第3章第18节
信子的人有永生，不信子的人得不著永生，神的震怒常在他身上。
 — 《約翰福音》第3章第36节
你們若不信我是基督，必要死在罪中。
 — 《約翰福音》第8章第24节

#### 唯獨恩典
教會認為，赦免、生命和救恩臨到罪人身上，完全是上帝所賜的禮物，是上帝差遣聖靈進入人的心裡作工，叫人改變心意（悔改）、認罪並信靠主耶穌基督。藉著信心所接受的，是上帝的恩典（禮物）。恩典與信心都是和「行為得救」、「行為稱義」對立的：
既是出於恩典，就不在乎行為；不然，恩典就不是恩典了。
 — 《羅馬書》第11章第6节
聖經也教導：
我們既因信稱義，就藉著我們的主耶穌基督得與神相和。我們又藉著他，因信得進入現在所站的這恩典中，並且歡歡喜喜盼望神的榮耀。
 — 《羅馬書》第5章第1-2节
神救了我們，以聖召召我們，不是按我們的行為，乃是按他的旨意和恩典。這恩典是萬古之先，在基督耶穌裡賜給我們的
 — 《提摩太後書》第1章第9节

#### 唯獨聖經
「唯獨聖經」即是「唯獨以聖經為依歸」，教會相信聖經全都是上帝的默示及無誤的真理，是上帝啟示的唯一來源、教會的最高權威，沒有任何人或傳統可以替代：
所吩咐你們的話，你們不可加添，也不可刪減，好叫你們遵守我所吩咐的，就是耶和華你們神的命令。
 — 《申命記》第4章第2节
凡越過基督的教訓不常守著的，就沒有神；常守這教訓的，就有父又有子。若有人到你們那裡，不是傳這教訓，不要接他到家裡，也不要問他的安。因為問他安的，就在他的惡行上有份。
 — 《約翰二書》第1章第9节
教會認為聖經更是所有人在信仰和生活上的最高準則，「人當以訓誨和法度為標準。」 教會要作牧養及施行教會紀律只能依從聖經內的教導而行，亦不可以修改或曲解聖經任何字詞內容來迎合屬世的需要：
若有講道的，要按著神的聖言講
 — 《彼得前書》第4章第11节
這聖經能使你因信基督耶穌有得救的智慧。聖經都是上帝所默示的，於教訓、督責、使人歸正、教導人學義都是有益的，叫屬上帝的人得以完全，預備行各樣的善事。
 — 《提摩太後書》第3章第15-16节

### 律法與福音
南亞路德會相信聖經是上帝給所有人無誤、完整的啟示，在對內牧養和對外宣教當中，教會都強調使用聖經所包含的兩大信息，就是「律法」和「福音」，信徒亦須清楚分辨兩者。
「律法」宣告在上帝眼中什麼是對、什麼是錯，律法並警告上帝因為罪（意即違背律法）要施行懲罰：
律法的主要作用或力量，乃是將遺傳罪及其各種後果表現出來，並指示人知道，他的本性如何墮落到極點及如何敗壞。
「福音」就是耶穌把人從罪惡中拯救出來的好消息，上帝的拯救表明了祂的愛。教會相信整本聖經是以耶穌基督為中心，指出在舊約聖經中上帝屢次應許一位把人從罪惡死亡拯救出來的神聖救贖者。另外上帝在新約聖經中宣告這應許的救贖者「道成肉身」，成為拿撒勒人耶穌：
嚴格來說，福音的內容乃是：要從上帝獲得赦罪，人應當相信上帝的兒子 - 我們的主基督 - 曾親身擔負律法的咒詛，補贖償還我們一切的罪孽，以致唯獨藉基督我們再領受上帝恩典，藉信心獲得赦罪，脫離死亡及罪的一切刑罰而永享救恩。凡賜安慰和上帝慈悲及恩惠給違反律法者，可嚴格稱為福音，即佳美歡樂的信息：上帝不願意刑罰罪過，願因基督的緣故赦免罪。

### 信徒皆祭司
「信徒皆祭司」，是指所有信徒都擁有祭司的職分，傳上帝的福音。《彼得前書》二章9節向基督徒指出：
惟有你們是被揀選的族類，是有君尊的祭司、是聖潔的國度、是屬神的子民
南亞路德會和其他新教教會同樣認為，所有信徒都可透過中保耶穌基督，直接地、沒有等級地去到上帝的面前，他們都是福音的使者或僕人，而上帝的旨意就是要所有基督徒跟別人分享救恩的信息，即「福音」——上帝藉耶穌的犧牲赦免世人罪孽的好消息：
要叫你們宣揚那召你們出黑暗入奇妙光明者的美德。
 — 《彼得前書》第2章第9节

### 最後審判
南亞路德會亦認為，基督耶穌再次降臨世上的時候，要坐在寶座上審判全人類： 
萬民都要聚集在他的面前；他要把他們分別出來，好像牧羊的分別綿羊山羊一般。
 — 《馬太福音》第25章第32节
使徒保羅亦指出，基督耶穌就是那位將來在「他的顯現和他的國度」裏，「審判活人死人」的。新教相信，在審判當日，耶穌基督要將眾人（包括活著的和從死裏復活的）分為兩群。至於人被審判的標準，新教認為，耶穌已清楚指出非信徒因為棄絕祂和祂的福音，就會被定罪：
棄絕我不領受我話的人，有審判他的；就是我所講的道，在末日要審判他。
 — 《約翰福音》第12章第48节
人若拒絕行上帝所喜悅的事，等於為「不信」提供證據。

## 聖禮
南亞路德會承認洗禮和聖餐兩聖禮。因這兩個聖禮是耶穌基督清楚吩咐信徒施行的：
所以，你們要去，使萬民作我的門徒， 奉父、 子、 聖靈的名給他們施洗。
 — 《馬太福音》第28章第19节
你們...應當如此行，為的是紀念我。
 — 《路加福音》第22章第19节

### 聖洗禮
南亞路德會認為聖禮是主耶穌基督親自設立的。這個聖禮是上帝的「施恩具」（施予恩典的工具），藉主耶穌基督所作的事，洗禮使人有得救的信心（創造信心）或使人得救的信心被堅固（堅固信心）。

### 聖餐禮
和其他路德宗教會一樣，南亞路德會根據聖經《福音書》及《哥林多前書》的教導，相信耶穌基督真正臨到聖餐當中(Real Presence)，意思是指基督真真正正在「（沒有改變的）餅與酒之內，與餅和酒同在，在餅和酒之下」(In, With and Under the bread and wine)，  是一種「聖禮的聯合」。  凡參與聖餐的人在領受餅和酒時，都同時領受主的真身體及真寶血，所以路德宗的聖餐觀也稱為「同領說」：
我們所祝福的杯，豈不是同領基督的血麼？我們所擘開的餅，豈不是同領基督的身體麼？（哥林多前書10:16）
主設立聖禮時，祂清楚說：「你們拿著吃，這是我的身體...你們都喝這個，因為這是我立約的血，為多人流出來，使罪得赦」（馬太福音26:26,28）。路德宗相信是耶穌基督這句話（而不是人的作為）讓基督臨在聖餐當中。當認罪悔改的信徒領受主的真身體和真寶血時，他們也同時領受罪的赦免（馬太福音26:28），並受安慰及被認定他們是屬於主的。非信徒和否認基督臨在聖餐當中的信徒若領受基督的身體和寶血，只會令他們被定罪：
因此，無論甚麼人若用不合適的態度吃主的餅，喝主的杯，就是得罪主的身體、主的血了。所以人應當省察自己，然後才吃這餅，喝這杯。因為那吃喝的人，如果不辨明是主的身體，就是吃喝定在自己的身上的罪了。（哥林多前書11:27-29）
因此，教會既不認同「變質說」(Transubstantiation)，  亦不認同一些學者所指的「合質說」(Consubstantiation)，又稱「同質說」。 

## 禮儀
除聖經教導的洗禮和聖餐外，南亞路德會的禮儀亦包括堅信禮和轉會禮。
堅信禮是一個教會傳統的禮儀，在已領洗的兒童至十多歲的時候，教會會為他們舉行堅信禮，向教會會眾表明信仰。而轉會禮不是聖經所定的禮儀。一個已領洗的信徒，因著不同的原因，須要由原本所屬的教會轉往南亞路德會時，為了表達一致信仰，在傳統習慣上便會舉行一個轉堂禮，使該信徒可以在會眾面前表示他或她：（一）已接受洗禮；（二）與南亞路德會的信仰是一致的；（三）願意成為南亞路德會會友。

## 歷史
- 一九六三年至一九九七年是宣教士主理會務時期。

- 一九六三年，美國明尼蘇達州「福音路德會」(Minnesota Evangelical Lutheran Synod, 簡稱ELS)，差派一位在伯大尼路德會神學院（Bethany Lutheran Seminary）畢業的華人神學生回港成立「遠東中華路德會」（Christian Chinese Lutheran Mission, 簡稱CCLM）。一九六四年，另一美國威斯康辛州路德會（Wisconsin Evangelical Lutheran Synod, WELS）加入支持遠東中華路德會在港的宣教工作。

- 一九七七年，威斯康辛州路德會重組香港宣教工作，重新成立一個本地教會組織，命名為南亞路德會，由施維德牧師出任主席。南亞路德會亦是從年初開始以申辦閱讀中心（自修室）、補習社及學校的形式來建立教會。

- 一九八三年，屬下以馬內利中學（原由遠東中華路德會創辦）搬往大埔大元村的新校舍（並改名為沐恩中學）。以馬內利中學的觀塘校舍結束，以馬內利堂遷到秀茂坪邨第二十八座的蒙恩閱讀中心，一間由南亞路德會申辦的學生自修室，繼續教會的聚會活動。

- 一九八四年於大埔大元邨的沐恩中學校舍建立沐恩堂

- 一九八七年於屯門三聖邨建立三聖堂。

- 一九八七年於葵涌的荔景邨建立荔景堂。

- 一九八九年於沙田乙明邨建立沙田堂。

- 一九九零年於元朗朗屏邨建立元朗堂。

- 一九九一年建立於屯門友愛邨友愛堂。

- 一九九五年，南亞路德會接獲准在筲箕灣耀東邨開辦幼稚園。荔景堂的弟兄姊妹也接納了使命，一年後在幼稚園內建立南亞路德會的第九個堂會—筲箕灣堂。

- 一九九七年，南亞路德會完成本地化。董事會的主席及兩位副主席都全由本地華人出任。

### 認信文獻
- 《我們所信》
- 《協同書》（页面存档备份，存于） (1580) （英文）
  - 奧斯堡信條 （英文）
  - 協和信條（页面存档备份，存于） （英文）
- 《密蘇里路德會教義簡要》（页面存档备份，存于） (1932) （英文）
- 《常存的道：二十一世紀路德宗認信文》 （英文）

### 釋經文獻
- Biblical Commentary on the Old Testament（页面存档备份，存于） by Carl Friedrich Keil（英语：Carl Friedrich Keil） and Franz Delitzsch (1857) （英文）
- The Popular Commentary of the Bible（页面存档备份，存于）, by Paul E. Kretzmann (1924) （英文）

## 外部連結
- 南亞路德會（页面存档备份，存于）
- 亞洲路德宗神學院（页面存档备份，存于）
- 威斯康辛路德會（页面存档备份，存于）（南亞路德會母會）
- 世界路德宗認信聯會（页面存档备份，存于）
- 協同書（页面存档备份，存于）（南亞路德會認信文獻）
- 明尼蘇達路德會（页面存档备份，存于）